# Mia Ikumi
Mia Ikumi (征海未亜), född 27 mars 1979 i Osaka, död 7 mars 2022, var en japansk serieskapare. I Sverige var hon mest känd för sin och Reiko Yoshidas manga Tokyo Mew Mew. Hon skapade även Tokyos svartkattstjej.